# Chepigana (distrito)
Chepigana é um distrito da província de Darién, Panamá. Possui uma área de 7.308,70 km² e uma população de 27.461 habitantes (censo 2000), perfazendo uma densidade demográfica de 3,76 hab./km². Sua capital é a cidade de La Palma.